# Atlantic Conveyor (schip, 1970)
De Atlantic Conveyor was een Brits containerschip van Cunard Line dat tijdens de Falklandoorlog werd gevorderd door de Britse marine en tijdens die oorlog zonk na te zijn getroffen door twee Exocet-raketten. De Atlantic Conveyor was het eerste Britse koopvaardijschip dat in oorlogshandelingen verloren ging sinds de Tweede Wereldoorlog. Prins Andrew, tweede in lijn voor de troonopvolging, was als piloot van een Sea King-helikopter de eerste om overlevenden van het schip op te pikken. Het verlies van de helikopters aan boord betekende dat de Britse troepen te voet over de Falklandeilanden moesten om de hoofdstad Stanley in te nemen.

## Geschiedenis
De Atlantic Conveyor was een in 1970 gebouwd conro-schip van rederij Cunard. Het containerschip had nog vijf zusterschepen. Samen met zusterschip Atlantic Causeway werd het in 1982 gevorderd door het Britse Ministerie van Defensie. Argentinië had de ver weg gelegen Falklandeilanden bezet en er waren vrachtschepen nodig om militair materiaal ter plaatse te brengen. De Atlantic Conveyor werd uitgerust om helikopters en Sea Harriers te vervoeren. Aan beide zijden werd een muur van containers gebouwd om de vracht te beschermen. Op de voorsteven werd een vliegdek geïnstalleerd waarop de toestellen konden landen en opstijgen. Omdat het schip een relatief lage waarde had, werd het niet voorzien van defensiesystemen.
Op 25 april 1982 vertrok de Atlantic Conveyor naar het eiland Ascension dat pal tussen Afrika en Zuid-Amerika ligt. Dit eiland diende als uitvalsbasis van de marine naar de 6000 km zuidwestelijker liggende Falklandeilanden. Het schip had zes Westland Wessex- en vijf HC-1 Chinook helikopters bij. Op Ascension werd een Chinook gelost en acht Sea Harriers en zes Harrier GR3's aan boord geladen. Op 25 mei 1982 bevond het schip zich tussen de Britse marineschepen op ongeveer negentig kilometer van de Falklandeilanden. Twee Dassault Super-Étendards van de Argentijnse luchtmacht vielen het konvooi aan en vuurden twee Exocet-raketten af. Een van de raketten was bestemd voor een fregat dat hem met afleidingsdefensie kon afhouden. De raket kreeg toen de Atlantic Conveyor in het vizier en trof het schip aan het achtersteven. Er brak een brand uit die oncontroleerbaar werd. Twaalf bemanningsleden verloren daarbij het leven, waaronder de kapitein. Ook gingen drie Chinook- en drie Wessex-helikopters verloren. De Harriers waren eerder al naar vliegdekschepen overgevlogen en een Chinook hing in de lucht. Het schip werd vervolgens verlaten en brandde uit. Later werd aan boord niets bruikbaars teruggevonden en op 30 mei 1982 werd de Atlantic Conveyor tot zinken gebracht.